# Lucas Samaras
Lucas Samaras (14 de septiembre de 1936-7 de marzo de 2024) fue un artista estadounidense.

## Biografía
Samaras nació en Kastoriá, Grecia. Estudió en la Rutgers University, donde conoció a Allan Kaprow y George Segal. Participó en los "Happenings" de Kaprow y posó para las esculturas de plástico de Segal. Claes Oldenburg, en cuyos Happenings también participó, posteriormente se refiere a Samaras como uno de sus compañeros de la "escuela de Nueva Jersey", que también comprende a Kaprow, Segal, George Brecht, Robert Whitman, Robert Watts, Geoffrey Hendricks y Roy Lichtenstein. 
Antes de comenzar a realizar fotografías Samaras realizó obras como pintor, escultor, y artes escénicos.

## Bibliografía

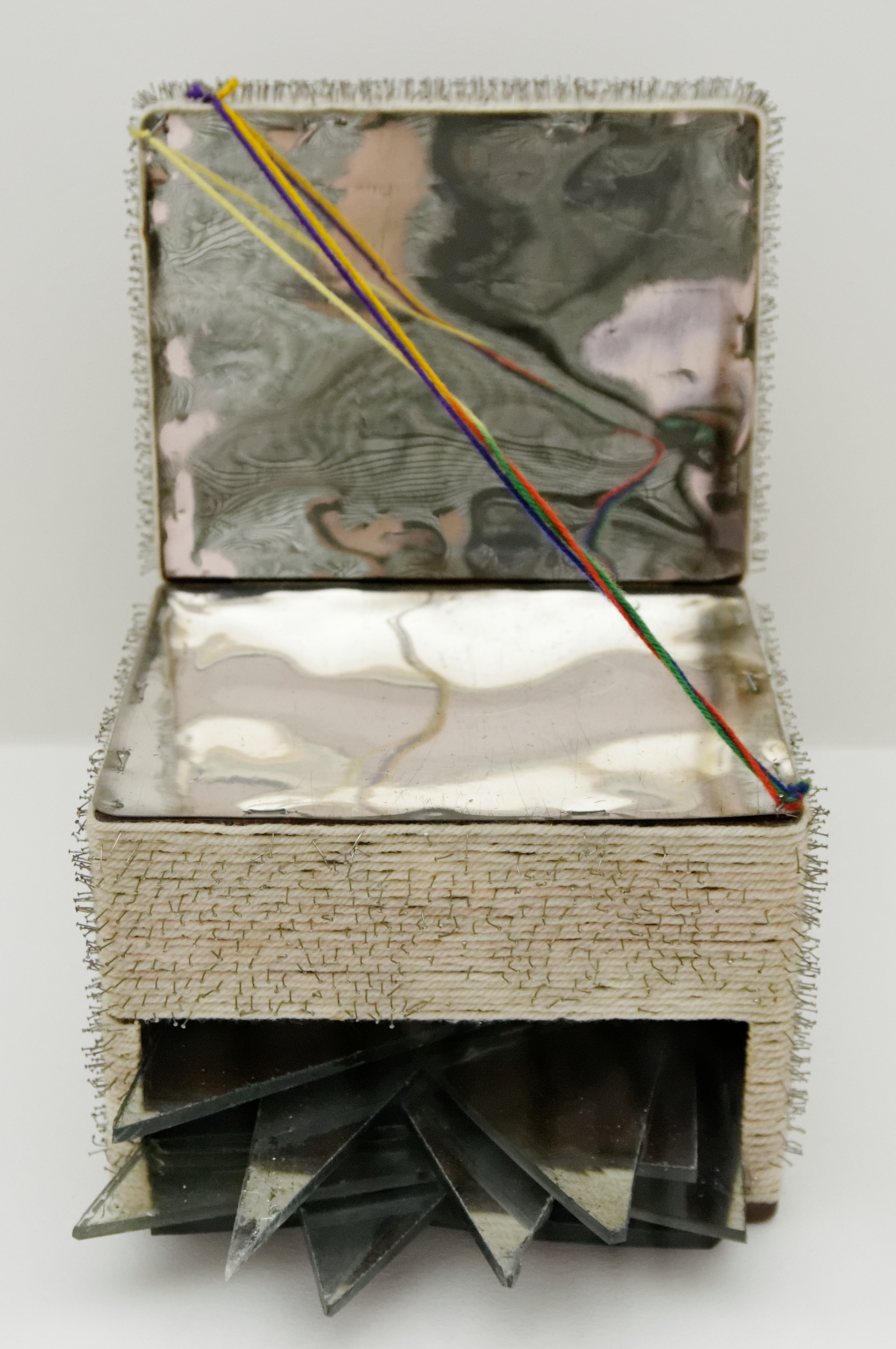
Caja por Lucas Samaras Tate Modern T07185